# Dinoderus ocellaris
Dinoderus ocellaris es una especie de escarabajo de bambú del género Dinoderus, de la familia Bostrichidae, orden Coleoptera. Fue descrita por Stephens en 1830.

## Distribución
Se distribuye por Europa: Bélgica, Bosnia y Herzegovina, Francia, Alemania, Países Bajos, Polonia, Suecia, Reino Unido, América del Norte: Estados Unidos de América, Asia: India, Filipinas, Sri Lanka, Tailandia, Vietnam y Oceanía: Australia.